# Zemský okres Fulda
Zemský okres Fulda (německy Landkreis Fulda) je zemský okres v německé spolkové zemi Hesensko, ve vládním obvodu Kassel. Sídlem správy zemského okresu je město Fulda. Má přibližně 223 tisíc obyvatel. 

## Města a obce
| Města: 1. Fulda 2. Gersfeld 3. Hünfeld 4. Tann | Obce: 1. Bad Salzschlirf 2. Burghaun 3. Dipperz 4. Ebersburg 5. Ehrenberg 6. Eichenzell 7. Eiterfeld 8. Flieden 9. Großenlüder 10. Hilders 11. Hofbieber 12. Hosenfeld 13. Kalbach 14. Künzell 15. Neuhof 16. Nüsttal 17. Petersberg 18. Poppenhausen 19. Rasdorf |